# Чжунсян
Чжунсян (кит. спр. 钟祥市, піньїнь: Zhōngxiáng Shì) —  місто-повіт у китайській провінції Хубей, складова міста Цзінмень.

## Географія
Чжунсян розташовується у центрі провінції.

### Клімат
Місто знаходиться у зоні, котра характеризується вологим субтропічним кліматом. Найтепліший місяць — липень із середньою температурою 26.7 °C (80 °F). Найхолодніший місяць — січень, із середньою температурою 2.8 °С (37 °F).
| Клімат Чжунсяна         | Клімат Чжунсяна | Клімат Чжунсяна | Клімат Чжунсяна | Клімат Чжунсяна | Клімат Чжунсяна | Клімат Чжунсяна | Клімат Чжунсяна | Клімат Чжунсяна | Клімат Чжунсяна | Клімат Чжунсяна | Клімат Чжунсяна | Клімат Чжунсяна | Клімат Чжунсяна |
| Показник                | Січ.            | Лют.            | Бер.            | Квіт.           | Трав.           | Черв.           | Лип.            | Серп.           | Вер.            | Жовт.           | Лист.           | Груд.           | Рік             |
| Середній максимум, °C   | 7               | 9               | 14              | 20              | 25              | 29              | 31              | 31              | 27              | 22              | 15              | 9               | 19              |
| Середня температура, °C | 3               | 5               | 10              | 16              | 21              | 25              | 27              | 27              | 22              | 17              | 11              | 5               | 15              |
| Середній мінімум, °C    | 0               | 1               | 5               | 12              | 17              | 21              | 24              | 23              | 18              | 13              | 7               | 1               | 11              |
| Норма опадів, мм        | 22              | 30              | 52              | 86              | 115             | 135             | 178             | 125             | 91              | 63              | 41              | 20              | 960             |
| ----------------------- | --------------- | --------------- | --------------- | --------------- | --------------- | --------------- | --------------- | --------------- | --------------- | --------------- | --------------- | --------------- | --------------- |
| Джерело: Weatherbase    |                 |                 |                 |                 |                 |                 |                 |                 |                 |                 |                 |                 |                 |